# Гего, Франсуаза
Франсуаза Гего — французский политик, депутат Национального собрания Франции.

## Биография
Родилась 11 августа 1962 года в Уллене (департамент Рона). Инженер по образованию, окончила Высшую женскую техническую школу в Париже, затем получила докторскую степень в области информационных технологий в Университете Париж IX-Дофин.
Член партии Республиканцы (до 2015 года — Союз за народное движение). В 2001 году была избрана мэром города Мон-Сен-Эньян, но в 2008 году выборы проиграла. В 2007 году впервые была избрана депутатом Национального собрания Франции по 2-му избирательному округу департамента Приморская Сена, а в 2012 году переизбрана.
Франсуаза Гего в 2012 году активно поддерживала Франсуа Фийона в его кампании за лидерство в партии Союз за народное движение, была его пресс-секретарем. В 2014 году Николя Саркози после избрания его на пост президента партии назначил Франсуазу Гего национальным секретарем по вопросам кадровой политики. В феврале 2015 года партия выдвинула её в лидеры списка на региональных выборах в Нормандии, но после принятия решения об объединении с Союзом демократов и независимых единый список возглавил Эрве Морен, а Гего возглавила список в департаменте Приморская Сена.
Во время праймериз партии Республиканцы в ноябре 2016 года поддерживала кандидатуру Николя Саркози.

## Политическая карьера
1995 — 18.03.2001 — член совета города Мон-Сен-Эньян 

19.03.2001 — 16.03.2008 — мэр города Мон-Сен-Эньян 
 
17.06.2007 — 20.06.2017 — депутат Национального собрания Франции от 2-го избирательного округа департамента Приморская Сена 
 
16.03.2008 — 22.03.2014 — член совета города Мон-Сен-Эньян 
 
с 13.12.2015 — 3-й вице-президент Регионального совета Нормандии